# Felipe França
Felipe Alves França da Silva (Suzano (São Paulo), 14 mei 1987) is een Braziliaanse zwemmer. Hij vertegenwoordigde zijn vaderland op de Olympische Zomerspelen 2008 in Peking en op de Olympische Zomerspelen 2012 in Londen.

## Carrière
Bij zijn internationale debuut, op de wereldkampioenschappen kortebaanzwemmen 2008 in Manchester, werd França uitgeschakeld in de halve finales van de 50 en de 100 meter schoolslag, samen met Guilherme Guido, Lucas Salatta en Fernando Silva eindigde hij als zesde op de 4x100 meter wisselslag. Tijdens de Olympische Zomerspelen van 2008 in Peking strandde de Braziliaan in de series van de 100 meter schoolslag, op de 4x100 meter wisselslag werd hij samen met Guilherme Guido, Kaio de Almeida en Nicolas Oliveira uitgeschakeld in de series. 
Op de wereldkampioenschappen zwemmen 2009 in Rome veroverde França de zilveren medaille op de 50 meter schoolslag.
In Irvine nam de Braziliaan deel aan de Pan Pacific kampioenschappen zwemmen 2010, op dit toernooi sleepte hij de gouden medaille in de wacht op de 50 meter schoolslag en strandde hij in de series van de 100 meter schoolslag. Tijdens de wereldkampioenschappen kortebaanzwemmen 2010 in Dubai legde França, op de 50 meter schoolslag, beslag op de wereldtitel, daarnaast veroverde hij de bronzen medaille op de 100 meter schoolslag en werd hij uitgeschakeld in de series van de 200 meter schoolslag. Samen met Guilherme Guido, Kaio de Almeida en César Cielo Filho sleepte hij de bronzen medaille in de wacht op de 4x100 meter wisselslag.
Op de wereldkampioenschappen zwemmen 2011 in Shanghai werd de Braziliaan wereldkampioen op de 50 meter schoolslag, op de 100 meter schoolslag werd hij uitgeschakeld in de series. Op de 4x100 meter wisselslag strandde hij samen met Guilherme Guido, Kaio de Almeida en Bruno Fratus in de series. In Guadalajara nam França deel aan de Pan-Amerikaanse Spelen 2011. Op dit toernooi veroverde hij de gouden medaille op de 100 meter schoolslag, samen met Guilherme Guido, Gabriel Mangabeira en César Cielo Filho legde hij beslag op de gouden medaille op de 4x100 meter wisselslag.
Tijdens de Olympische Zomerspelen van 2012 in Londen werd de Braziliaan uitgeschakeld in de halve finales van de 100 meter schoolslag, op de 4x100 meter wisselslag strandde hij samen met Thiago Pereira, Kaio de Almeida en Marcelo Chierighini in de series van de 4x100 meter wisselslag.

## Internationale toernooien
| Jaar | Olympische Spelen                         | WK langebaan                                                 | WK kortebaan                                                               | PanPacs                                | Pan-Amerikaanse Spelen              |
| ---- | ----------------------------------------- | ------------------------------------------------------------ | -------------------------------------------------------------------------- | -------------------------------------- | ----------------------------------- |
| 2008 | 22e 100m schoolslag 14e 4x100m wisselslag |                                                              | 13e 50m schoolslag 12e 100m schoolslag 6e 4x100m wisselslag                |                                        |                                     |
| 2009 |                                           | 50m schoolslag                                               |                                                                            |                                        |                                     |
| 2010 |                                           |                                                              | 50m schoolslag · 100m schoolslag · 26e 200m schoolslag · 4x100m wisselslag | 50m schoolslag · serie 100m schoolslag |                                     |
| 2011 |                                           | 50m schoolslag · 10e 100m schoolslag · 14e 4x100m wisselslag |                                                                            |                                        | 100m schoolslag · 4x100m wisselslag |
| 2012 | 12e 100m schoolslag 15e 4x100m wisselslag |                                                              | geen deelname                                                              |                                        |                                     |

## Persoonlijke records
Bijgewerkt tot en met 24 juli 2011
Kortebaan
| Afstand         | Tijd    | Datum            | Plaats  |
| --------------- | ------- | ---------------- | ------- |
| 50m schoolslag  | 25,70   | 14 november 2009 | Berlijn |
| 100m schoolslag | 56,49   | 15 november 2009 | Berlijn |
| 200m schoolslag | 2.10,71 | 17 december 2010 | Dubai   |

Langebaan
| Afstand         | Tijd    | Datum        | Plaats         |
| --------------- | ------- | ------------ | -------------- |
| 50m schoolslag  | 26,76   | 29 juli 2009 | Rome           |
| 100m schoolslag | 1.00,01 | 24 juli 2011 | Shanghai       |
| 200m schoolslag | 2.15,52 | 1 mei 2009   | Rio de Janeiro |